# Cầu Cái Răng
Cầu Cái Răng là một cây cầu bắc qua sông Cần Thơ, nối liền quận Ninh Kiều và quận Cái Răng, thành phố Cần Thơ, Việt Nam.

## Lịch sử
Cầu Cái Răng được xây dựng lần đầu tiên vào thời Pháp thuộc vào được đưa vào sử dụng năm 1913. Đây là một cây cầu sắt dài 195 m, gồm nhiều nhịp, trong đó có một nhịp giữa có thể quay ngang để ghe, tàu lớn qua lại dễ dàng. Kinh phí xây cầu khi đó là 215.000 đồng Đông Dương. Trong hai cuộc kháng chiến chống Pháp và chống Mỹ (1945–1975), cầu nhiều lần bị đánh sập, sau đó được phục hồi lại.
Sau khi miền Nam được giải phóng, chính quyền cho xây dựng một cây cầu mới bằng bê tông cốt thép bên cạnh cầu sắt cũ. Cầu được đưa vào sử dụng từ năm 1982.
Từ năm 2009 đến năm 2011, cầu Cái Răng lại được xây mới hoàn toàn, là một hạng mục của dự án cải tạo, nâng cấp Quốc lộ 1 đoạn từ Cần Thơ đến Cà Mau.